# Blackmore, Hook End and Wyatts Green
Blackmore, Hook End and Wyatts Green – civil parish w Anglii, w Esseksie, w dystrykcie Brentwood. W 2011 civil parish liczyła 3040 mieszkańców.